# Xã Independence, Quận Washington, Pennsylvania
Xã Independence (tiếng Anh: Independence Township) là một xã thuộc quận Washington, tiểu bang Pennsylvania, Hoa Kỳ. Năm 2010, dân số của xã này là 1.557 người.